# Dragoș Neagu
Dragoș Neagu (født 28. februar 1967 i Bukarest, Rumænien) er en rumænsk tidligere roer.
Neagu vandt, som makker til Dănuț Dobre, sølv i toer uden styrmand ved OL 1988 i Seoul, efter en finale, hvor rumænerne kun blev besejret af Steve Redgrave og Andy Holmes fra Storbritannien. Jugoslaverne Sadik Mujkič og Bojan Prešern tog bronzemedaljerne. Han deltog også i samme disciplin ved OL 1992 i Barcelona, hvor den rumænske båd dog ikke kvalificerede sig til finalen.
Neague vandt desuden fire VM-medaljer gennem karrieren, heriblandt en sølvmedalje i toer uden styrmand ved VM 1987 i København.

## OL-medaljer
- 1988:  Sølv i toer uden styrmand